# Uxmal

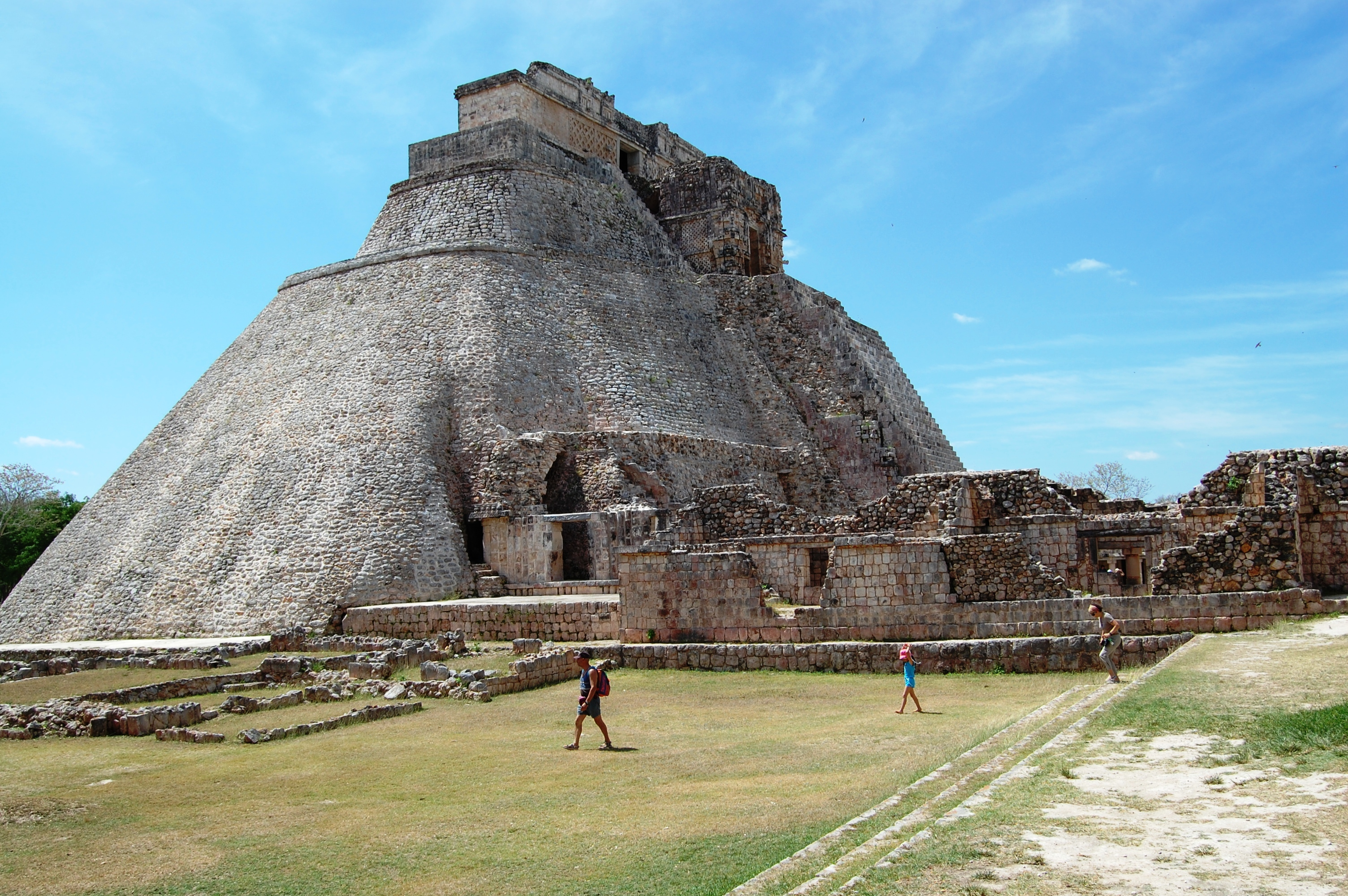
Pirámide del Adivino (frente)

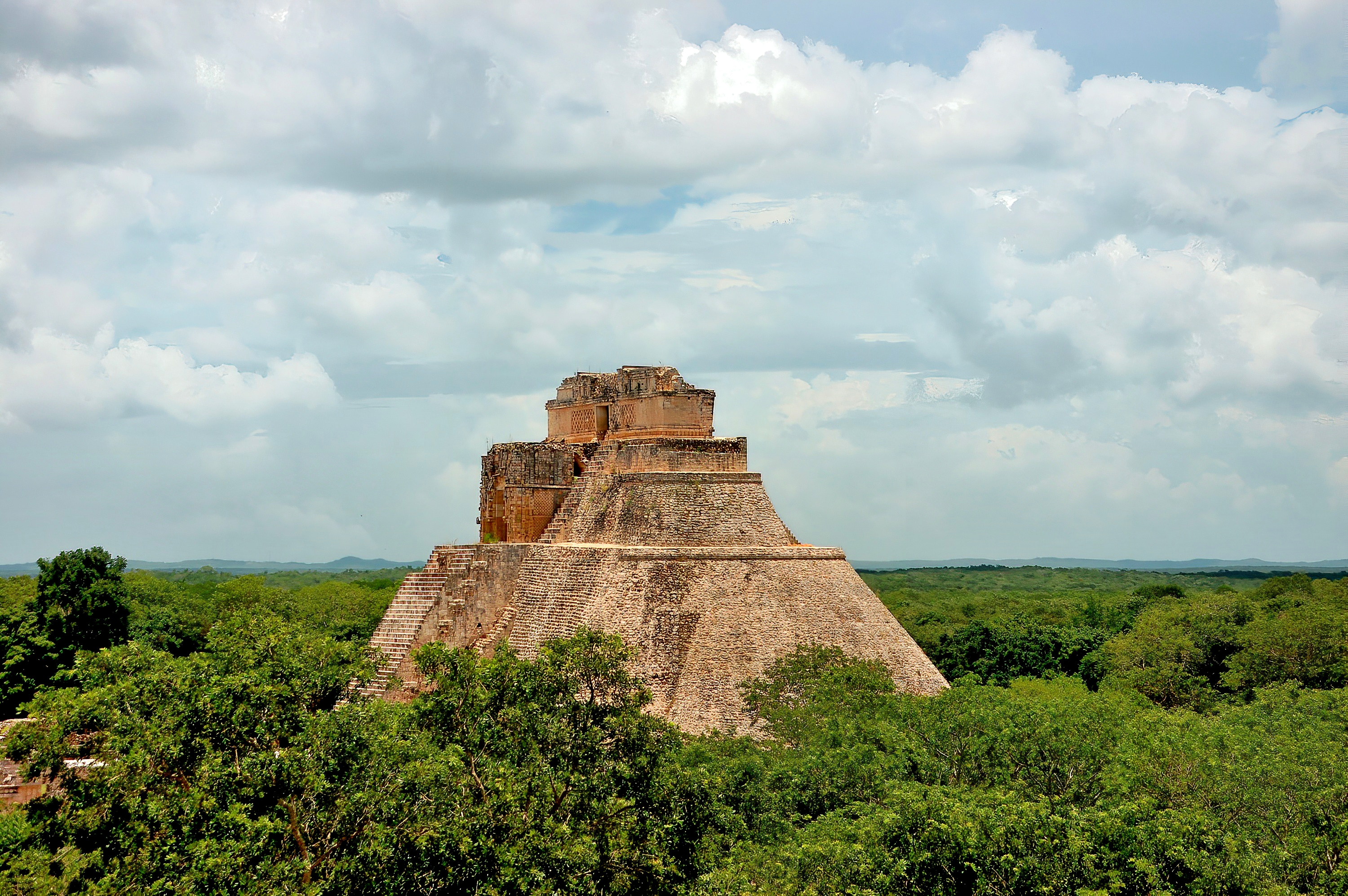
Uxmal y la selva

Uxmal (del maya yucateco: Óoxmáal ‘Tres veces’) (AFI: [óˑʃmáˑl]) es una antigua ciudad maya del periodo clásico. Está localizada en el municipio de Santa Elena en el estado de Yucatán, México. En el área maya es uno de los más importantes yacimientos arqueológicos mayas, junto con los de Calakmul, Chichén Itzá y Tikal.  Se ubica en la llamada zona Puuc y es la ciudad más representativa de este estilo arquitectónico. Uxmal fue declarada Patrimonio de la Humanidad por la UNESCO en 1996. 

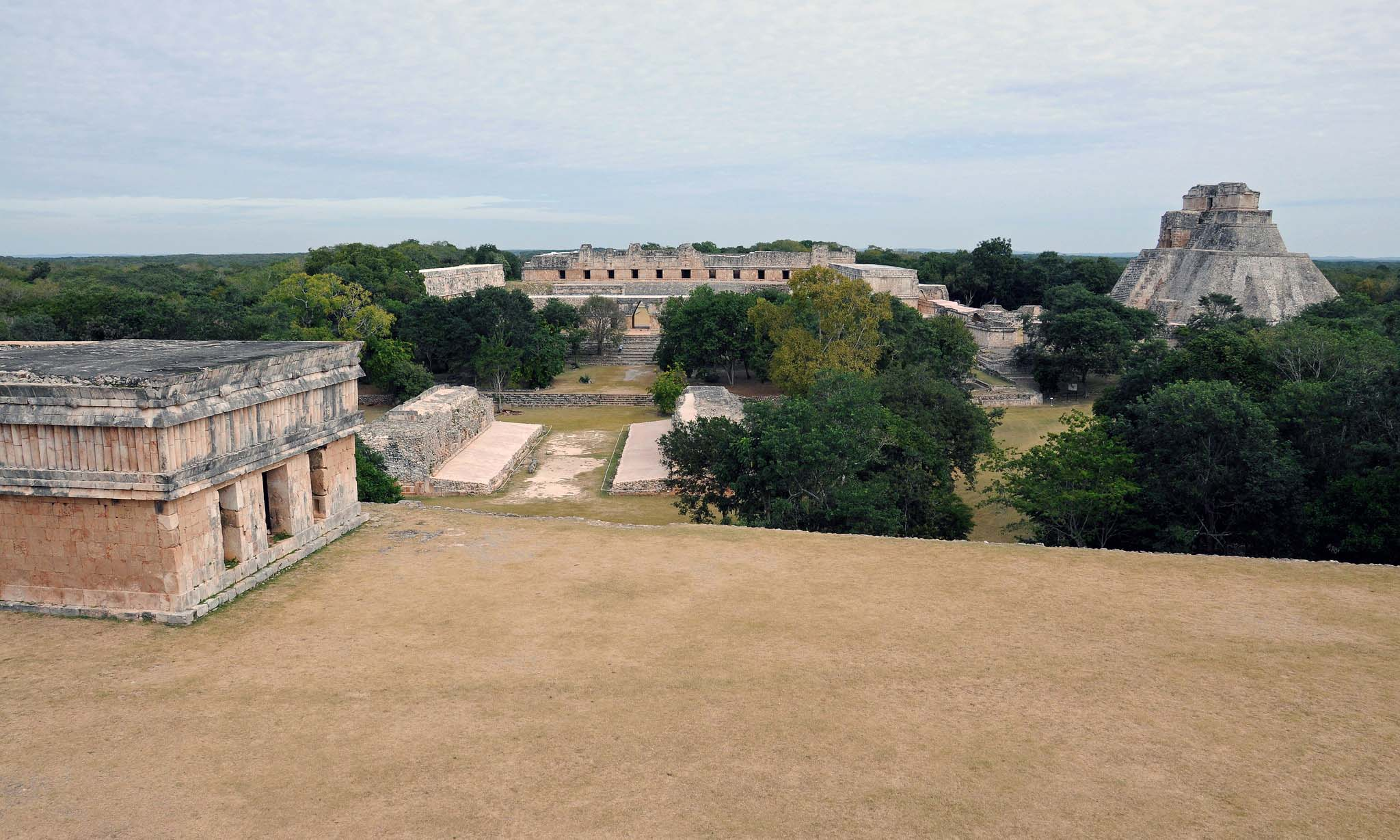
Panorámica de Uxmal.

Se localiza a unos 80 km al sur de Mérida, ciudad capital del estado de Yucatán, en el sureste de México. Sus edificaciones destacan por su tamaño y decoración. Entre ellas, así como entre otras ciudades de la zona, hay construidas unas calzadas llamadas sacbés que en idioma maya significa «camino blanco». 
Sus edificios son típicamente del estilo Puuc, con muros bajos lisos sobre los que se abren frisos muy ornamentados a base de representaciones de las cabañas típicas mayas, que se representan por columnillas (en representación de las cañas con las que se construían las paredes de chozas) y figuras trapezoidales (en representación de los tejados de paja), serpientes enlazadas y, en muchos casos bicéfalas, mascarones del dios de la lluvia, Chaac con sus grandes narices que representan los rayos de las tormentas, y serpientes emplumadas con las fauces abiertas saliendo de los mismos seres humanos. 
También se aprecia en algunas ciudades influencias de origen nahua y el seguimiento del culto a Quetzalcóatl y Tláloc que se integraron con las bases originales de la tradición Puuc. Las construcciones aprovechan el relieve del terreno para ganar altura y adquieren volúmenes muy importantes, destacan la Pirámide del Adivino, con cinco niveles, y el Palacio del Gobernador que ocupa una extensión de más de 1.200m².

## Toponimia
El nombre actual parece derivar de Óoxmáal que quiere decir tres veces edificada y parece hacer referencia a su antigüedad y las veces que tuvo que reedificarse. De estas hipótesis no hay comprobación alguna. Sin embargo la etimología es discutida, otra posibilidad es de Úuchmal que significa lo que está por venir, lo futuro. De esta forma existe una coincidencia de la tradición que supone que es una "ciudad invisible" y que fue construida en una noche por la magia del rey enano.

## Historia
Las referencias más antiguas son las recogidas en los Chilam Balam de Chumayel (escritos en maya con caracteres latinos donde se relata la historia de los mayas). Con esta base, y con las interpretaciones de las inscripciones de los anillos de la cancha del juego de pelota, se estima que Uxmal fue fundada en el siglo VII, durante la primera ocupación, en el periodo clásico.

...Los sacerdotes de Uxmal reverenciaban a Chac, los sacerdotes del tiempo antiguo. Y fue traído Hapai Can en su barco. Cuando este llegó, se marcaron con sangre las paredes de Uxmal..
Chilam Balam de Chumayel.

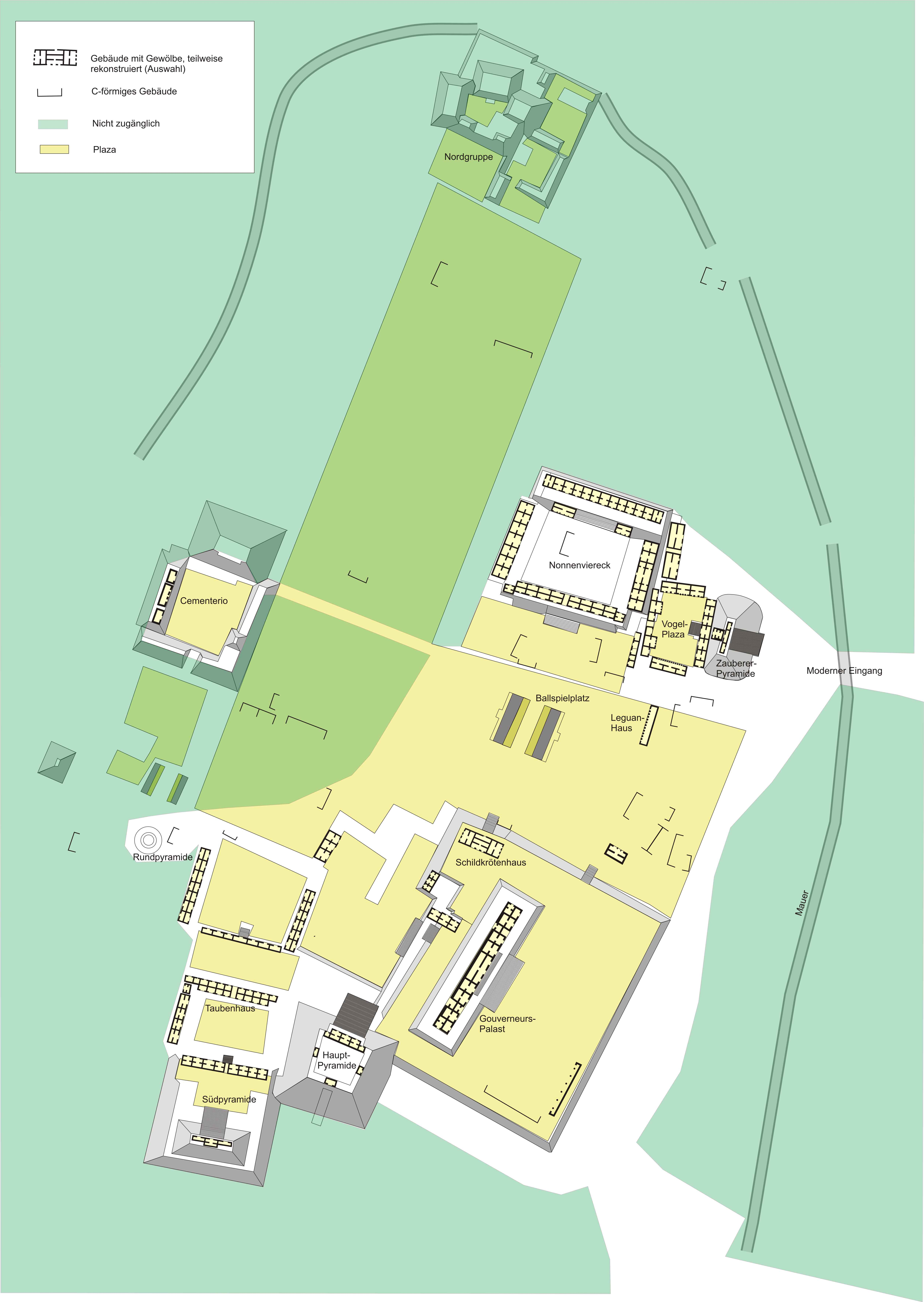
Mapa de las partes accesibles de Uxmal

También está registrada en Chilam Balam la segunda ocupación ocurrida en el siglo X realizada por emigrantes procedentes del Altiplano Central de etnia tutul xiúes. De este periodo hay huella en las edificaciones. Los anales en lengua maya fechan la llegada de los xiues a Uxmal entre el año 987 y el 1007. Este grupo introdujo las componente nahuas y con ellas el culto a Tláloc y Quetzalcóatl. El dios de la lluvia Chaac está presente desde antes de la venida de los nahuas y por la gran dependencia de la lluvia que tenían los habitantes de toda la zona Puuc.
A pesar de que la arquitectura de estilo Puuc es la predominante en la zona, también se han encontrado vestigios de otros estilos reunidos en el mismo lugar. El estilo chenes se refleja en las fachadas de los edificios, así como en representaciones de la serpiente emplumada de estilo tolteca y en rastros hallados en otras esculturas con características mexicas y olmecas, manifestándose rasgos teotihuacanos en algunos de los mascarones que representan al dios Chaac.

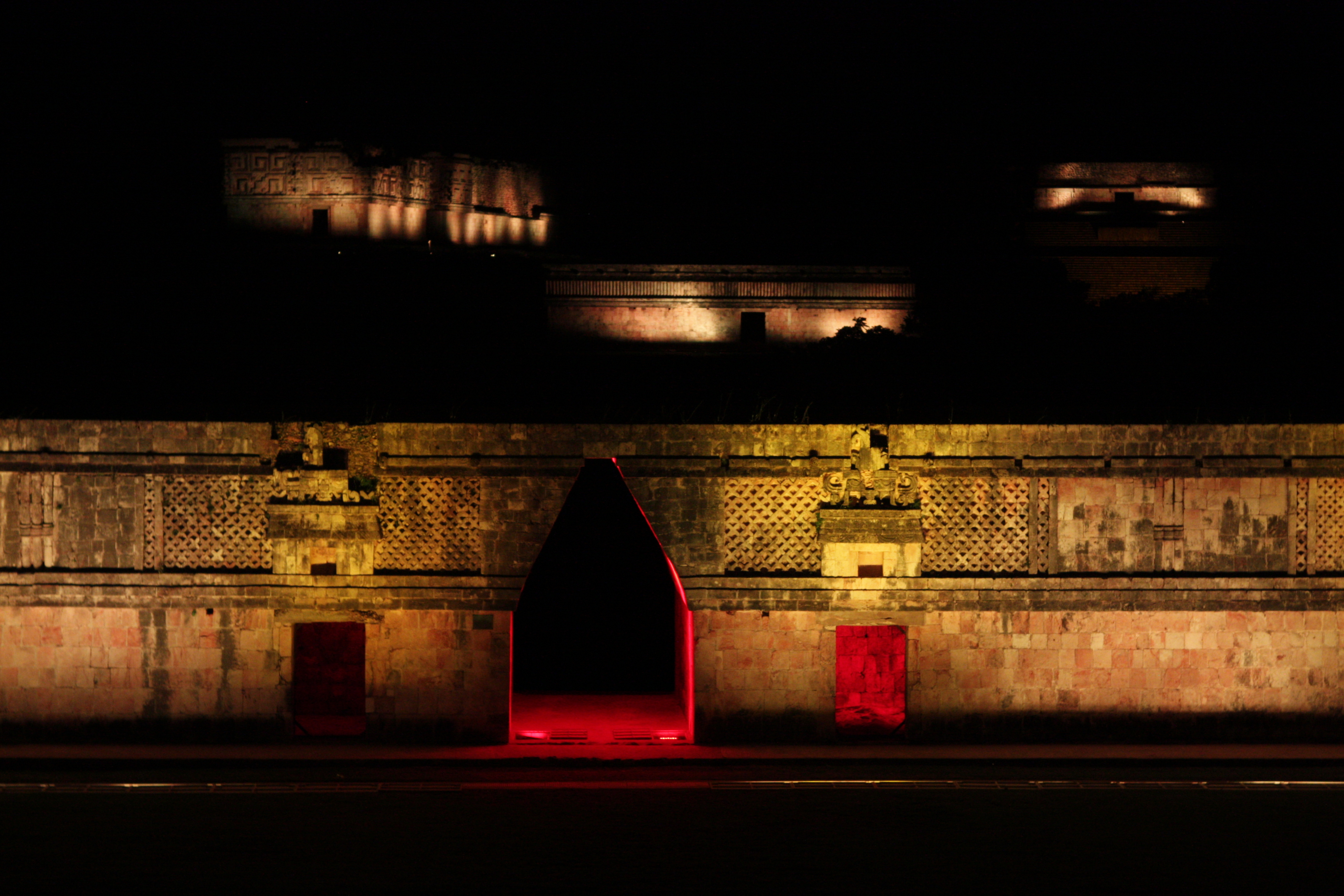
Espectáculo de luz y sonido. Lado sur del Cuadrángulo de las Monjas.

## Investigación y estudios
En 1573 el religioso español fray Diego de Landa visita la ciudad, ya abandonada, de Uxmal. Con la información que recopiló fray Antonio de Ciudad Real realizó los primeros datos documentados que hay sobre la ciudad en 1588. En ellos se explica que los habitantes de la zona no sabían el origen de las construcciones y que según sus averiguaciones estas se habían realizado unos 900 años antes.
En 1658 otro monje, fray Diego López de Cogolludo, visitó la zona e imaginó los usos que podían tener los edificios que veía. Fue él quien les dio el nombre que aún hoy en día conservan.
En el siglo XIX se desarrolló el interés por la investigación arqueológica de las culturas precolombinas. En este contexto en 1834 visitó Uxmal el austriaco Jean-Frédéric Waldeck que hizo una serie de dibujos y atribuyó influencias orientales a los restos arqueológicos que visitó. Con la información recogida realizó el libro Viaje pintoresco y arqueológico en la provincia de Yucatán que se publicó en 1838 y fue la primera difusión del arte y cultura mayas.
Atraídos por la publicación de Waldeck llega en 1841 a Uxmal un equipo compuesto por John Lloyd Stephens, Frederick Catherwood y Samuel Cabot. Stephens se dedicaba a tomar apuntes sobre los edificios y la cultura, Catherwood a realizar ilustraciones y Cabot a estudiar la fauna.
Sus intenciones eran las de realizar un estudio amplio de toda la zona del Yucatán y comenzaron por las ruinas de Uxmal que ya habían sido documentadas y su información publicada. Entre el instrumental que traían se hallaba una cámara fotográfica, un daguerrotipo, para documentar los hallazgos pero que no fue usada más que para sacar fotografías a los lugareños, que portaba Catherwood.
Fue Stephens quien bautiza la gran pirámide con el nombre de "Pirámide del Enano" en referencia a la leyenda que un lugareño le relató en la cual la pirámide fue construida en una sola noche en una apuesta destinada a quedarse con la gobernación de la ciudad. El constructor era un enano que había nacido de un huevo.
El equipo queda muy contento con los descubrimientos realizados e hicieron varios viajes más, en el tercer viaje encontraron el Trono del jaguar que llevaron a Estados Unidos y que fue un acicate en sus investigaciones. En las visitas anteriores se habían realizado planes y esquemas como ellos habría podido ser empleado para construir una reproducción de la ciudad antigua (desgraciadamente la mayoría de los esquemas se perdió). En 1843 publicaron Incidentes de Viajes a Yucatán y al año siguiente Vistas de Antiguos Monumentos de América Central que contenía 25 litografías en color procedentes de aguafuertes realizados de varias ruinas.
En 1860 Désiré Charnay realizó una serie de fotografías de la ciudad que sirvieron para que en 1865 la emperatriz Carlota, la esposa del emperador mexicano Maximiliano de Habsburgo visitara la ciudad. En esa visita también estaba, formando parte del cortejo, Teoberto Maler, que entonces era capitán y un apasionado de la arqueología que quedó interesado por lo que vio y quien más tarde se dedicaría al estudio de toda la zona Puuc. En esa visita y las autoridades locales retiraron fachadas antiguas algunas estatuas y elementos arquitectónicos que implican temas fálicos.
Para 1882, Charnay intentó conocer la antigüedad de los monumentos para basar su hipótesis de que eran de fecha reciente, muy próxima a la llegada de los españoles a América, sin embargo, no obtuvo los resultados esperados.
Sylvanus G. Morley cartografió el lugar en 1909, incluyendo algunos edificios anteriormente ignorados. El primer proyecto del Gobierno mexicano de conservación del lugar data de 1927.
Las restauraciones comenzaron en 1936 bajo los órdenes de José Erosa Peniche. En 1930 Frans Blom llevó una expedición para la Universidad Tulane que permitía elaborar una reproducción del Cuadrilátero de las Monjas que se construirá y se mostrará a la feria mundial de Chicago en 1933.
En 1917 visitó Uxmal Eduard Seler y años después, en 1921 se publicó una relación de las primeras citas de Uxmal y entre 1929 y 1930, Frans Blom realizó el primer plano de Uxmal. Durante la primera parte del siglo XX los arqueólogos mexicanos Martínez Cartón, Enrique Palacios, Eduardo Noguera y Juan Martínez Hernández realizaron diferentes estudios en varias ciudades de la zona Puuc. Luego, en 1925, José Reygadas Vértiz, que era responsable del Museo Nacional de Arqueología realizó un estudio de Sayil muy completo.
En 1950 se comenzó la restauración de Uxmal para la cual hubo que limpiar la zona y realizar un profundo estudio. Se encargó de estas labores el grupo formado por Rafael Orellana, Amalia Cardós, César Sánchez y Alberto Ruz. De estos estudios se llegó a la conclusión que el abandono de la ciudad de Uxmal se había producido en el siglo XIII y no en el siglo XV, como se creía. Hasta ese momento se pensaba que Uxmal había sido abandonada después de la destrucción de Mayapán cuando en realidad se había abandonado al final del periodo tolteca.

## Edificios de Uxmal
Los edificios de Uxmal se encuentran ubicados sobre un eje norte sur, algo que es habitual en las ciudades de esta región. Se agrupan aprovechando las características del terreno formando patios, normalmente cuadrangulares y cerrados, aunque hay algunos independientes. Los más relevantes son:

### Pirámide del Adivino

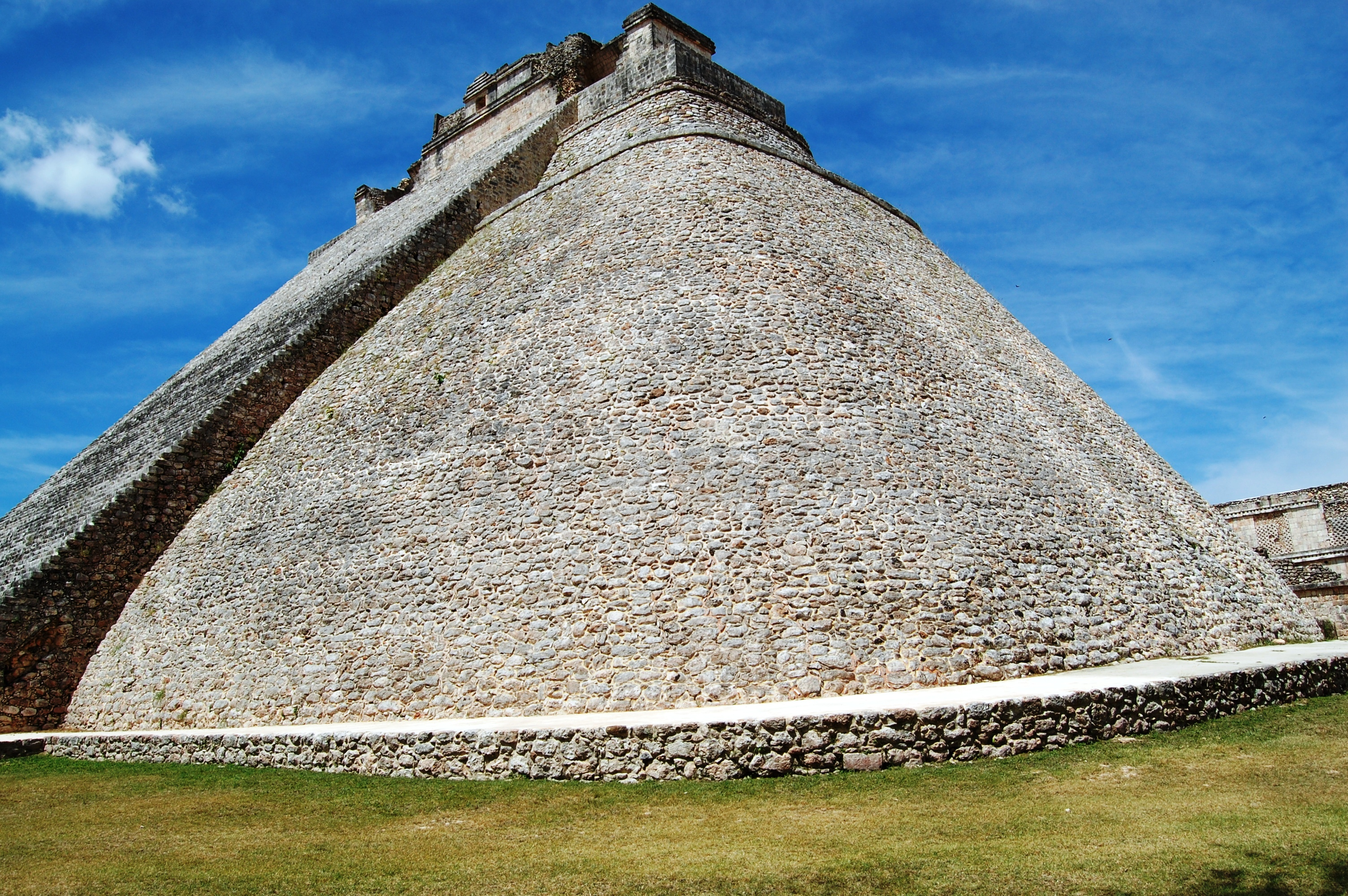
Pirámide del Adivino (vista posterior).

La Pirámide del adivino, también llamada del hechicero, del enano o del gran Chilán, nombre todos ellos provenientes de la leyenda que le contaron al investigador estadounidense John Lloyd Stephens cuando visitó Uxmal. La leyenda cuenta la historia de un enano que era hijo de una hechicera y que había nacido de un huevo. Este personaje, con la intención de hacerse gobernador de la ciudad, apostó con el gobernador de entonces que era capaz de construir una pirámide en una sola noche. La pirámide fue construida y el enano se proclamó gobernador de la tres veces edificada ciudad de Uxmal.

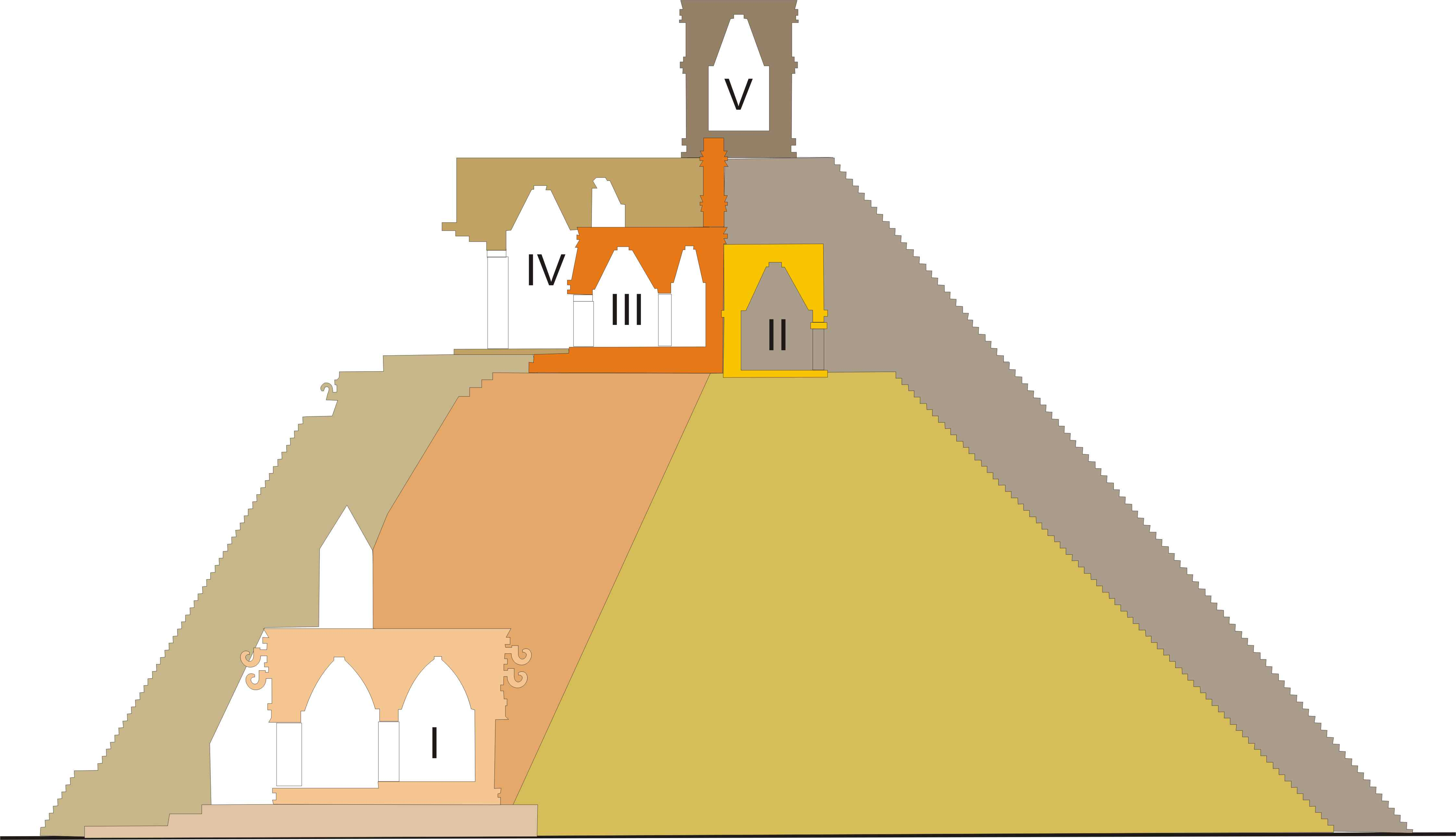
Pirámide del Adivino, corte

Es el mayor monumento de la ciudad. Tiene una altura de 35 m y una anchura de 53,5 m .  Consta de cinco estructuras diferenciadas y de diferentes épocas, cada una de ellas tiene su propio templo (los primeros están enterrados por los siguientes y son inaccesibles, mientras que para acceder a los otros se ha practicado una abertura). Se alza sobre un zócalo o banqueta que rodea la construcción. Se comenzó a edificar en el siglo VI y el último nivel data del siglo X. Los jeroglíficos existentes han ayudado a la datación de cada uno de los periodos de construcción.
- Nivel I, Templo I. Su ubica sobre la plataforma o banqueta, es decir, prácticamente a nivel del suelo. Su decoración es a base de columnillas y mascarones de Chaac, entre los que destacan los dos que están sobre la entrada. En este templo se encontró la escultura denominada la Reina de Uxmal, que es una cabeza de serpiente con la boca abierta, de la que sale un ser humano.

- Nivel II, Templo II. Para edificar este templo, que queda a una altura aproximadamente de la 2/3 parte de la actual, hubo que cubrir el Templo I y realizar sobre él una pirámide. Para acceder a él se hizo una apertura desde donde se observan las columnas que soportan el techo.

- Nivel III, Templo III. Es un oratorio que luego se cubrió, construyendo otro, con un trono en forma de mascarón de Chaac.

- Nivel IV, Templo IV. Es el mejor conservado de todos los cinco templos. Tiene una cámara en forma de mascarón de Chaac coincidiendo la boca de la misma con la entrada a la cual se accede por la parte este de la pirámide. Tiene una decoración muy recargada, fuera de los habitual en el estilo Puuc.

- Nivel V, Templo ?. Se levanta en la cumbre de la pirámide y para acceder a él hay que subir 150 empinados escalones que están flanqueados por mascarones de Chaac. La decoración de las fachadas es plenamente Puuc, paredes bajas lisas, sobre las que se pone una gran greca decorada, en este caso con serpientes entrelazadas y una choza de tejado de paja.

La Pirámide del adivino es uno de los yacimientos arqueológicos más importantes de la Cultura Maya, junto con Chichén Itzá y Tikal. Su nombre proviene de la leyenda del Adivino de Uxmal. Es la zona principal de la zona arqueológica de Uxmal, ya que es el único templo conocido con planta ovalada en la Cultura Maya.
La pendiente de esta pirámide se eleva hasta los 30 metros de altura. En esta se ubica un templo achaparrado, que mira hacia las colinas del Puuc. Como se menciona anteriormente, consta de cinco estructuras construidas en diferentes épocas.
Otra característica de este templo es que en la fachada de la pirámide aparece el mascarón, el dios de la lluvia, serpientes enroscadas y bandas formando cruces. Esta misma fue hecha de tal manera que la escalera occidental quedara frente al sol en el atardecer. Subir esta escalera se asemeja más a una escalada, que un paseo.  Detrás de la pirámide se puede observar el cuadrángulo de las monjas, el juego de pelota, la casa de las tortugas, el palacio del gobernador, entre otros.

### Cuadrángulo de las Monjas

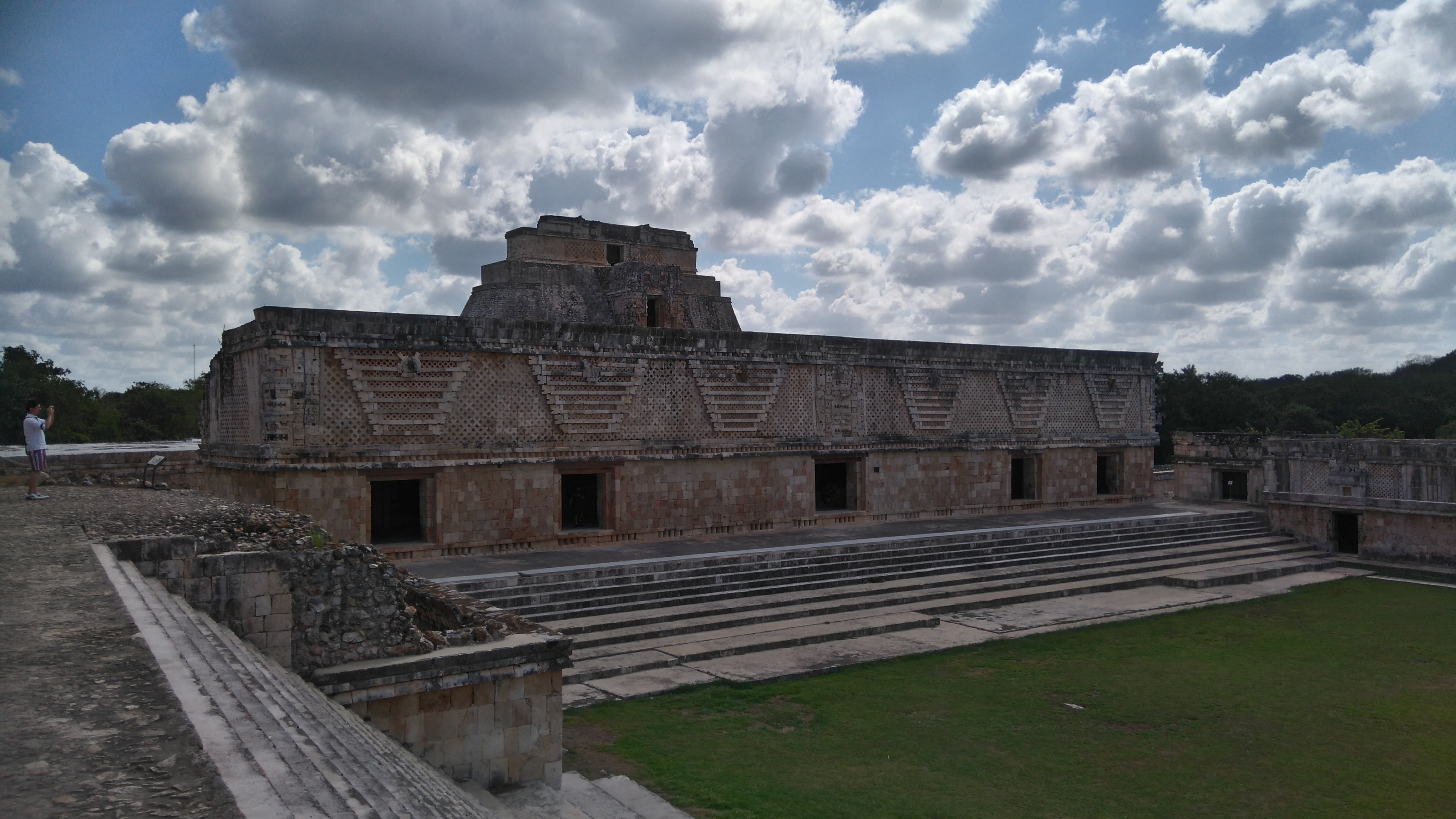
Edificio Este del Cuadrángulo de las Monjas

Detrás de la Pirámide del Adivino hay un gran patio situado sobre una gran plataforma cuadrada de 120 m de lado. En cada lado se alzan edificaciones que tienen un gran número de aposentos que se abren al patio.  Este hecho llevó a que lo compararan con un convento, de ahí adopta el nombre de Casa de las Monjas.
La decoración de todos los edificios sigue la línea del más puro estilo Puuc. Los muros inferiores son lisos mientras que los superiores tienen una muy nutrida ornamentación. En las esquinas hay mascarones de Chaac y cabezas de serpiente, lo demás queda completada con figuras geométricas, serpientes y mascarones de Chaac.

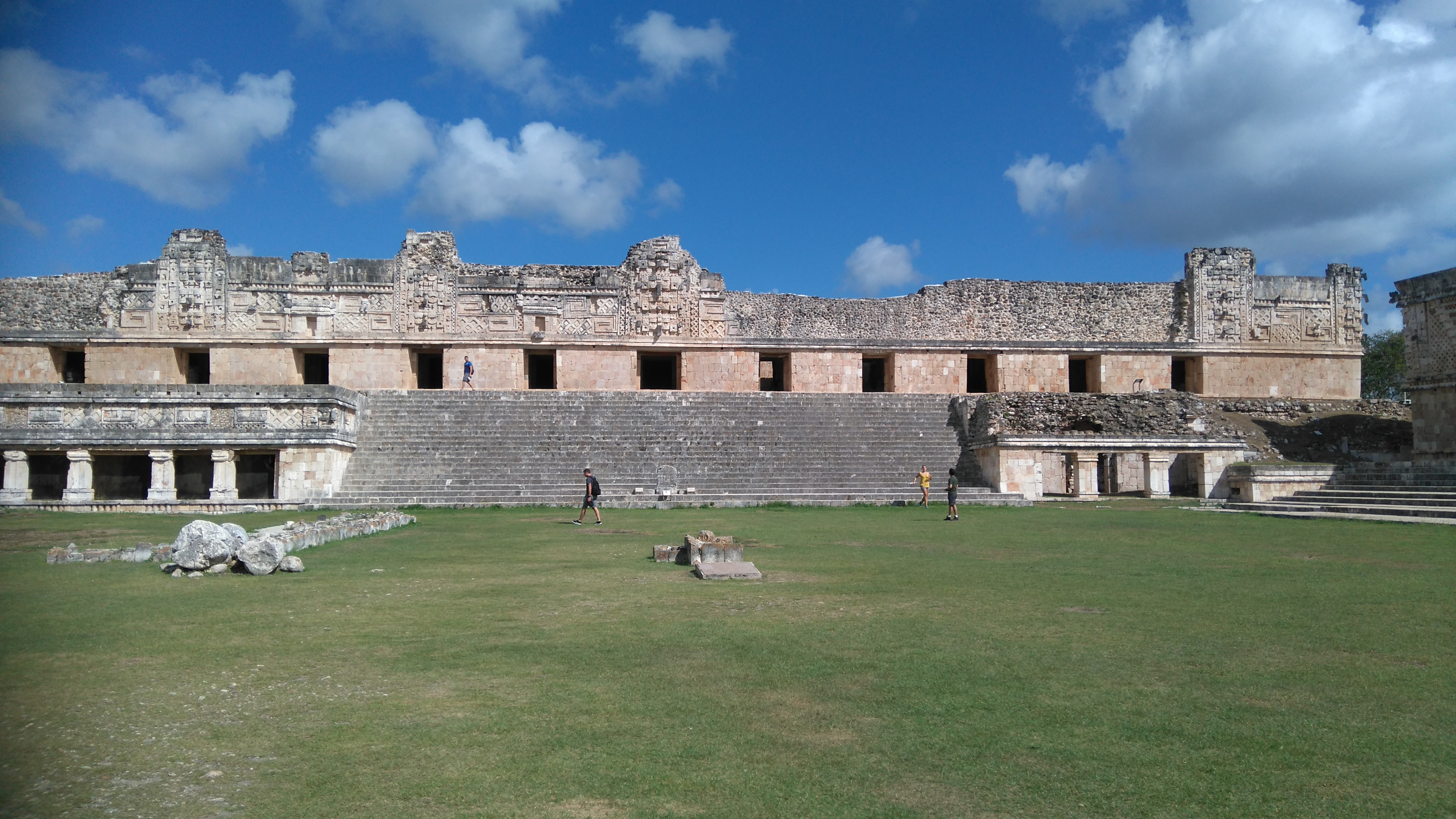
Edificio Norte del Cuadrángulo de las Monjas

La edificación que se alza en el lado norte esta a un nivel superior a las demás. Se accede a ella por una gran escalera que tiene una estela en el centro. Al final de esta escalera hay dos templos, uno mayor que otro. El de la derecha, el menor, no tiene ornamentación y solamente tiene dos columnas. El de la izquierda, el mayor, tiene una ornamentación que hizo pensar que estaba dedicado al planeta Venus (de donde le llamaron Templo de Venus)  y se soporta en cuatro columnas.
En este edificio hay un total de 26 habitaciones que se disponen de forma horizontal. La ornamentación se completa con una greca en la que figuran, figuras humanas, monos, pájaros y estilizadas chozas mayas con techos de plumas y serpientes de dos cabezas. Evidentemente hay mascarones de Chaac y también de Tláloc.

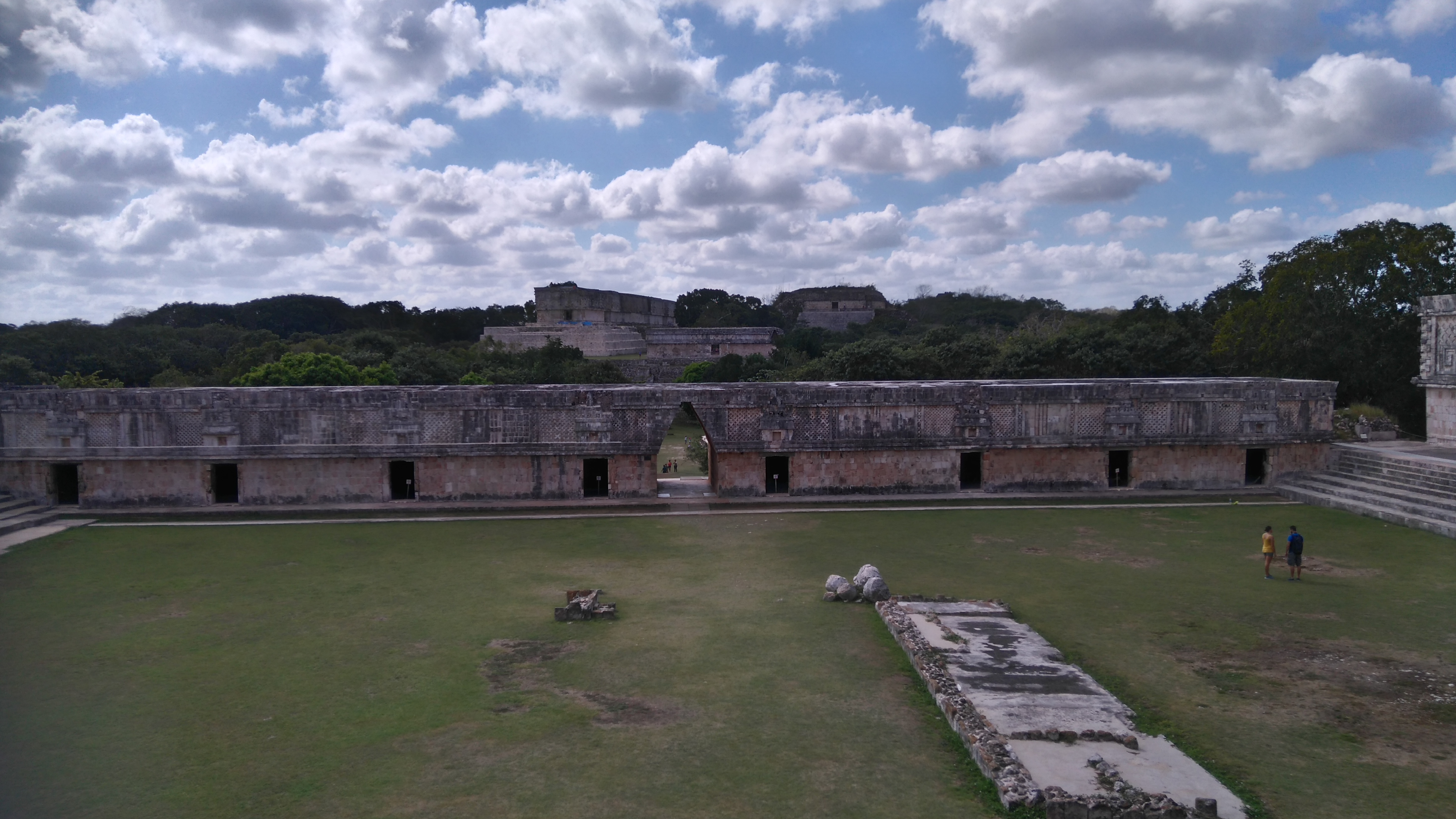
Edificio Sur del Cuadrángulo de las Monjas

El edificio del lado sur, que destaca por la buena factura del trabajo en piedra, tiene ocho habitaciones a las que se accede desde el exterior y a cada lado del mismos hay un pequeño cuarto. Un arco sirve de entrada y en el interior hay pinturas de manos rojas que se cree simbolizan al dios Zamná llamado rocío del cielo o mano celestial. Estas pinturas quedaron al descubierto al desprenderse los estucos policromados que cubrían estas estancias. La decoración de la fachada está compuesta de alternancia de paños lisos con grupos de tres columnas que se completa con representaciones de Chaac donde se ha cambiado la nariz por ondulaciones en los ojos, representando la lluvia al caer.
El edificio del este tiene cinco cámaras, dos de las cuales luego tiene habitaciones interiores. Este edificio tiene una longitud de 50m. La decoración de sus muros imitan a escamas de víbora. Se complementa con seis serpientes bicéfalas dispuesta de mayor a menor y que tienen como corona cabezas de búhos, ave asociada a la muerte. Los mascarones de Chaac están, también, presentes.
En el lado oeste hay un edificio de 50m de largo con seis cámaras con habitaciones interiores. Este edificio está decorado con un mosaico de piedra con figuras sobrepuestas. Destaca la que esta sobre la puerta central que parece representar a un dignatario asociado al culto de la tortuga. Posteriormente es añadió dos serpientes emplumadas en representación de Quetzalcóatl.

### Juego de Pelota

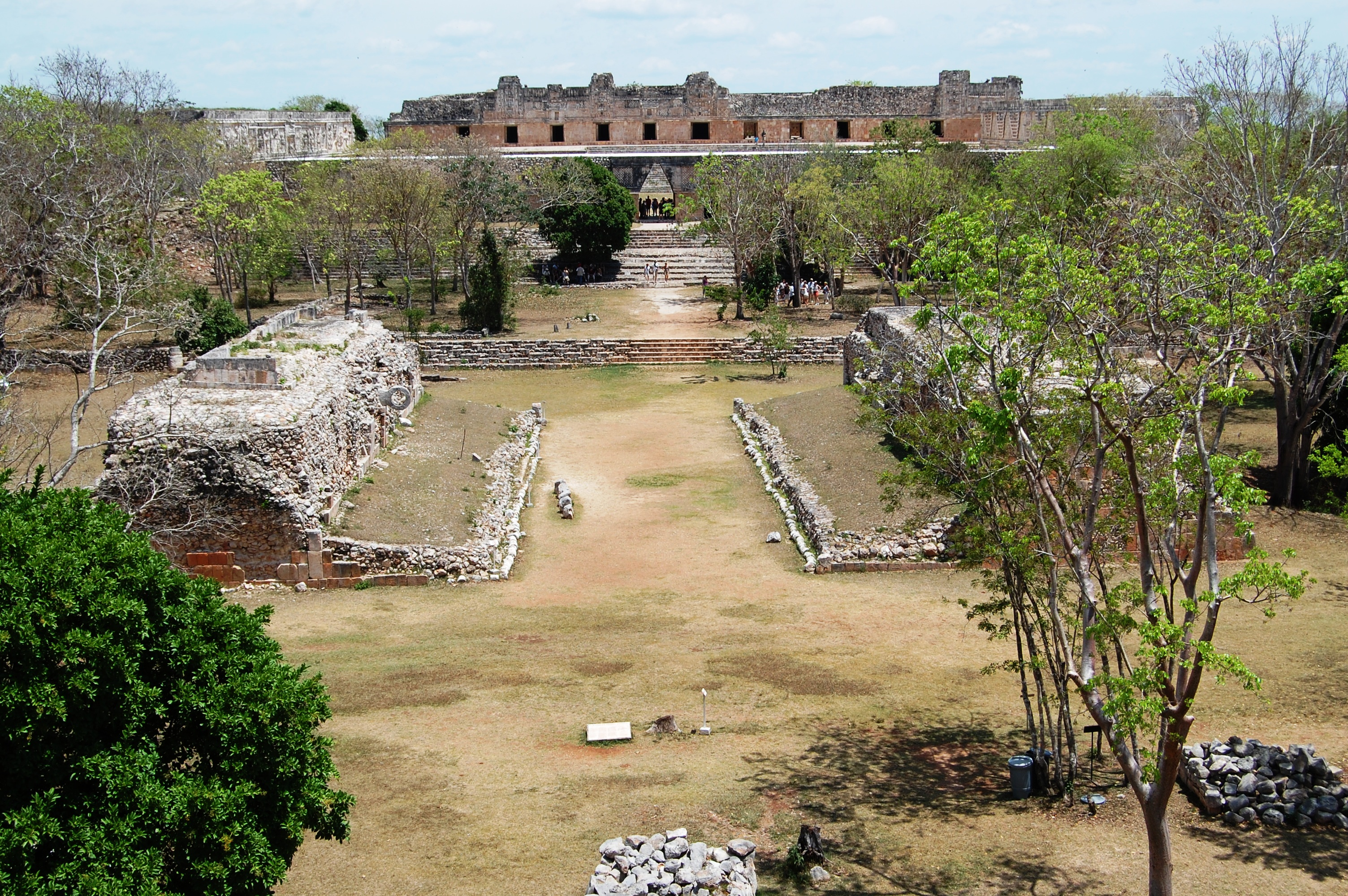
Juego de Pelota

Las canchas del juego de pelota no abundan en las ciudades de la zona Puuc. En Uxmal solamente se ha encontrado esta. Su estado, muy deteriorado, deja ver dos partes que conforman los laterales de la cancha y donde estaban los anillos por los cuales se debía de introducir la pelota. Estos anillos se han encontrado a pie de estas estructuras.
El juego de pelota es muy habitual en las culturas de Mesoamérica. Tenía un sentido deportivo religioso que lo convertía en toda una ceremonia mística. Su significado está relacionado con el movimiento de los astros y la lucha de la luz contra la oscuridad. En la zona maya se recogen relatos relativos a este juego en el códice popol Vuh.
En la cultura maya que se dio tardíamente el significado de los juegos cambio de sentido, dándole una significado del juego de la vida y de la muerte, según sus creencias de la religión dualista con el dios chac representando a la fertilidad y el dios al puch como icono de la muerte raviol

### Palacio del Gobernador

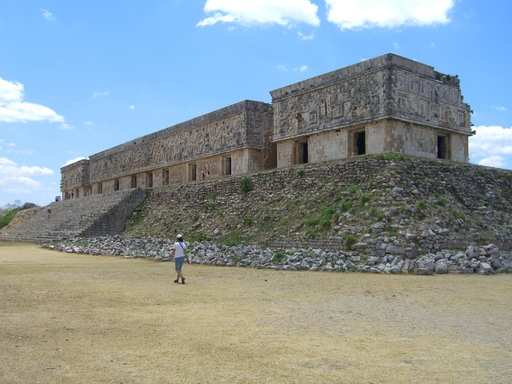
Palacio del Gobernador

Sobre una gran plataforma que conforman tres terrazas que están rodeadas de una planicie se alza este edificio que es, junto con la Pirámide del Adivino, el más destacado de la ciudad y de la arquitectura maya y está considerado como una de las cumbres arquitectónicas del México Antiguo.
Mide casi 100 m × 12 y 9 de altura y consta de tres cuerpos independientes, el central es un edificio rectangular que tiene catorce cámaras accesibles, 11 de ellas, desde el exterior.  En ambos lados se levantan sendos edificios que quedan unidos al central mediante galerías de bóvedas. A la altura de los accesos los muros son lisos, sin ornamentación. Sobre ellos hay una gran greca muy ornamentada con muchos mascarones de Chaac, chozas de techo de paja, guirnaldas, columnitas, tronos y tocados de plumas que dan a todo el conjunto una gran relevancia.
Sobre la puerta central se ubica una figura que representa a un gobernante con un gran penacho que se corona por una composición de serpientes bicéfalas.
El Palacio del Gobernador está orientado, con un azimut aproximado de 118°, hacia la pirámide principal de Cehtzuc, un pequeño sitio ubicado a una distancia de casi 5 km. Observando allí, Venus como estrella de la tarde se hubiera ocultado sobre el costado norte del palacio del Gobernador, al alcanzar sus máximos extremos norte. Puesto que estos fenómenos ocurren cada ocho años, siempre a finales de abril o principios de mayo, anunciando el inicio de la época de lluvias, resulta significativo que la decoración de la fachada del edificio cuenta con casi 400 glifos de Venus, colocados en las mejillas de los mascarones de Chac, dios de la lluvia y fertilidad, y que son ocho las serpientes bicéfalas encima de la entrada principal. Además, los numerales 8, con barras y puntos, aparecen en dos mascarones de Chac en las esquinas norte del palacio.

### Casa de las Tortugas

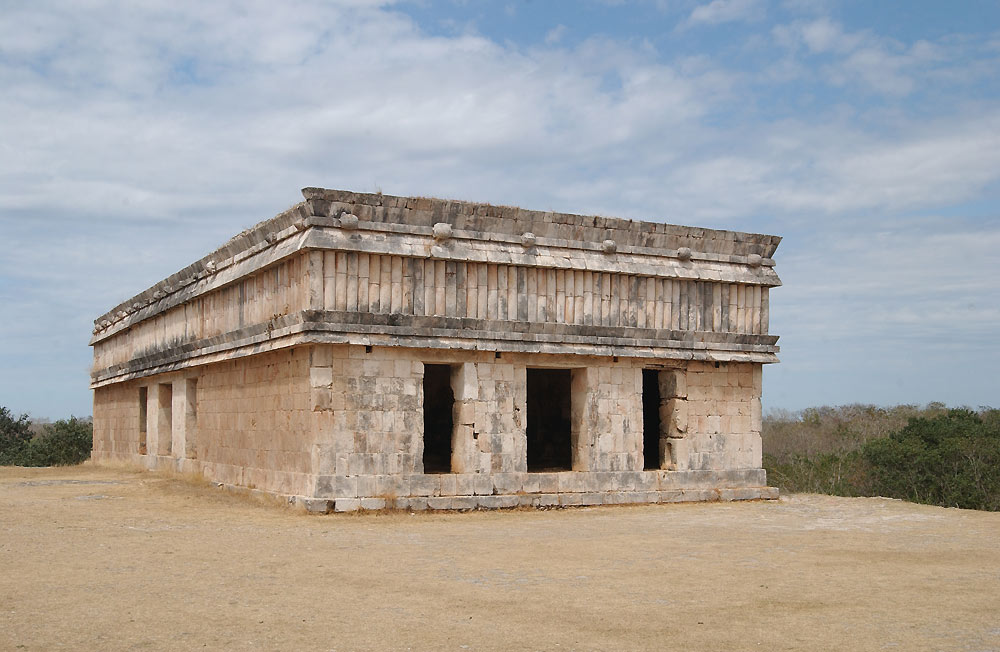
Casa de las Tortugas

Al término de la plataforma del palacio del Gobernador está este edificio que tiene una ornamentación basada en figuras de tortugas, de donde recibe el nombre. 
La Casa de las Tortugas, edificada durante el periodo del Clásico terminal, representa una de las más relevantes manifestaciones arquitectónicas del refinado sentido estético de la antigua civilización maya. Este templo, de estilo Puuc Clásico, es considerado un ejemplo de equilibrio, sencillez y sobriedad en el arte del manejo armónico de las proporciones y las volumetrías.
La Casa de las Tortugas recibe su nombre por la presencia distribuida de una serie de esculturas labradas en piedra con forma de tortuga, cada una diferente entre sí, en el desarrollo de la cornisa.  Se trata de una construcción aislada de forma rectangular ubicada en la esquina noroeste de la Gran Plataforma del Gobernador de Uxmal. Sus medidas en la base de la fachada son de 28,60 metros en el lado norte, 28,77 metros en el sur, 10,76 metros en el lado oeste y 10,86 metros en el este. Su altura desde la base hasta la cornisa es de 6,07 metros. Interiormente se distribuye de manera simétrica con eje norte-sur a través de siete cuartos abovedados, a los que se accede dos a dos por cada  no de los laterales, y tres cuartos centrales, comunicados internamente entre sí a través del mencionado eje de  simetría. 
Esta estructura ocupa una posición destacada dentro del conjunto urbano rodeada de edificios de gran relevancia, como el Palacio del Gobernador al sur o el Templo Mayor, el Juego de Pelota y el Cuadrángulo de las Monjas con los que conforma importantes ejes visuales dentro de la trama urbana de la ciudad.

### Plataforma de los Jaguares

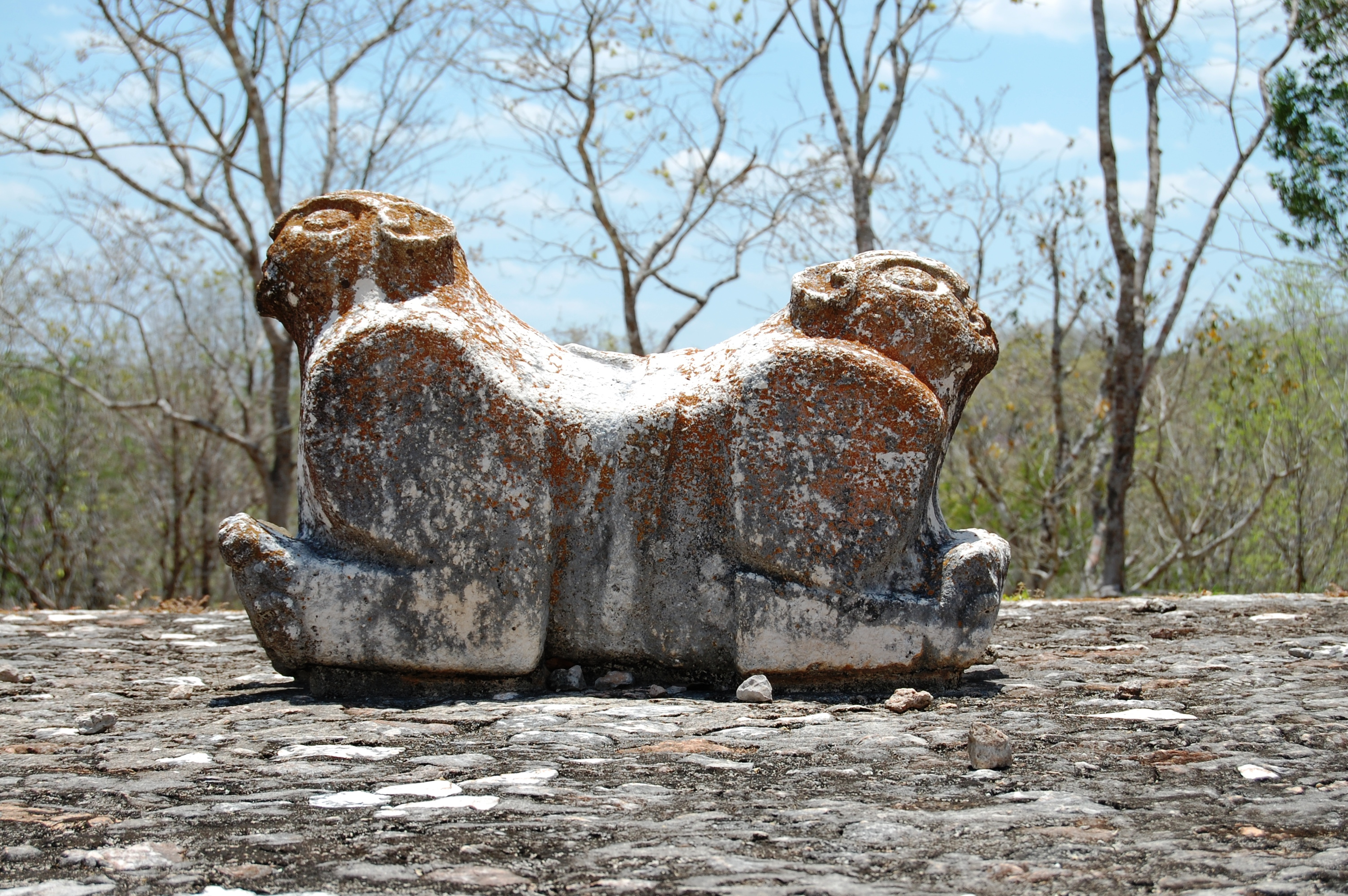
Plataforma de los Jaguares

En la terraza que se abre enfrente del Palacio del Gobernador se ubica esta pequeña plataforma a la que se accede por cuatro escaleras. En ella se encuentra una escultura que representa a dos jaguares unidos por el tórax. Esta escultura podría haber sido un altar ceremonial. Está orientada de norte a sur. Entre esta terraza y la fachada del palacio hay una columna fálica. A los pies de la plataforma de los jaguares nace el sacbé que va a Kabáh.

### La Gran Pirámide

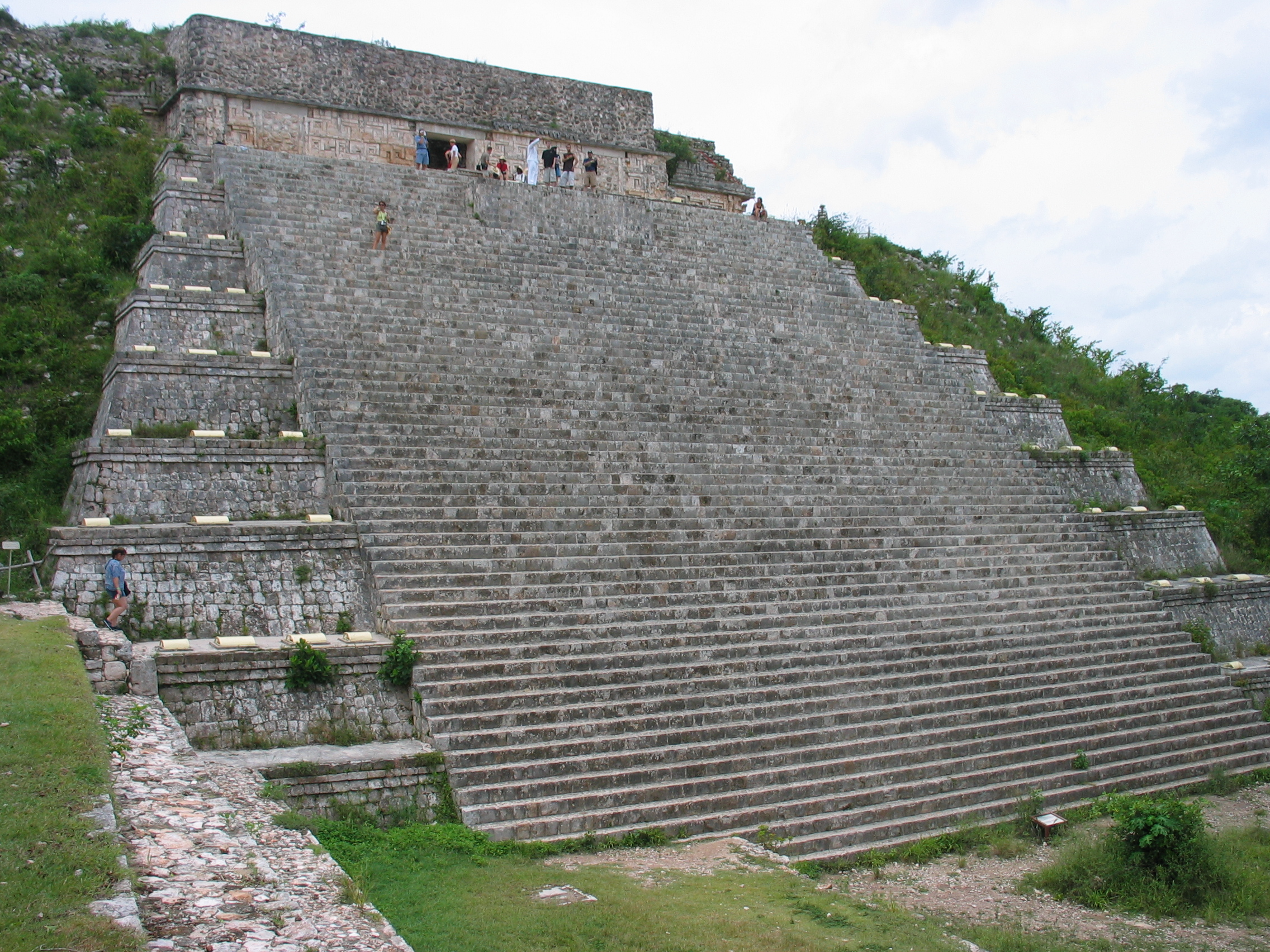
La Gran Pirámide

En el lado sudoeste de la plataforma inferior del palacio del Gobernador se levanta los restos de lo que debió ser una pirámide de magnitud similar a la del Adivino. Consta de nueve basamentos escalonados con una gran escalera a la que se llega a una plataforma que, separada por cuatro escalones, da acceso al edificio regido allí. En el centro se encuentra el paso al interior donde hay un gran mascarón de Chaac.
La fachada norte se restauró entre 1972 y 1973. El nivel superior está datado en el siglo IX. La ornamentación está realizada mediante una cornisa con tres elementos que tiene tres mascarones de Chaac, uno sobre otro, grecas y una decoración de aves, concretamente guacamayas que están asociadas al sol, y que le dan nombre al templo.

### Conjunto de la Casa de las Palomas y el Templo Sur
Es una edificación que cierra un lado de un patio rectangular de 140m² .  Se ubica detrás de la Gran Pirámide y tiene dos partes bien definidas, la norte que consta de dos hileras de habitáculos, unos con acceso desde el patio y otros por el otro lado sin que tengan comunicación los unos con los otros, y la sur, que están mejor conservados y han sido construidos a un nivel diferente, más alto, de los del norte. Sobre los habitáculos de la parte norte se levantan los restos de una muy notable crestería. El parecido de estos restos con un palomar le ha dado el nombre al edificio. En una de las esquinas hay una pirámide pequeña coronada con un templo.

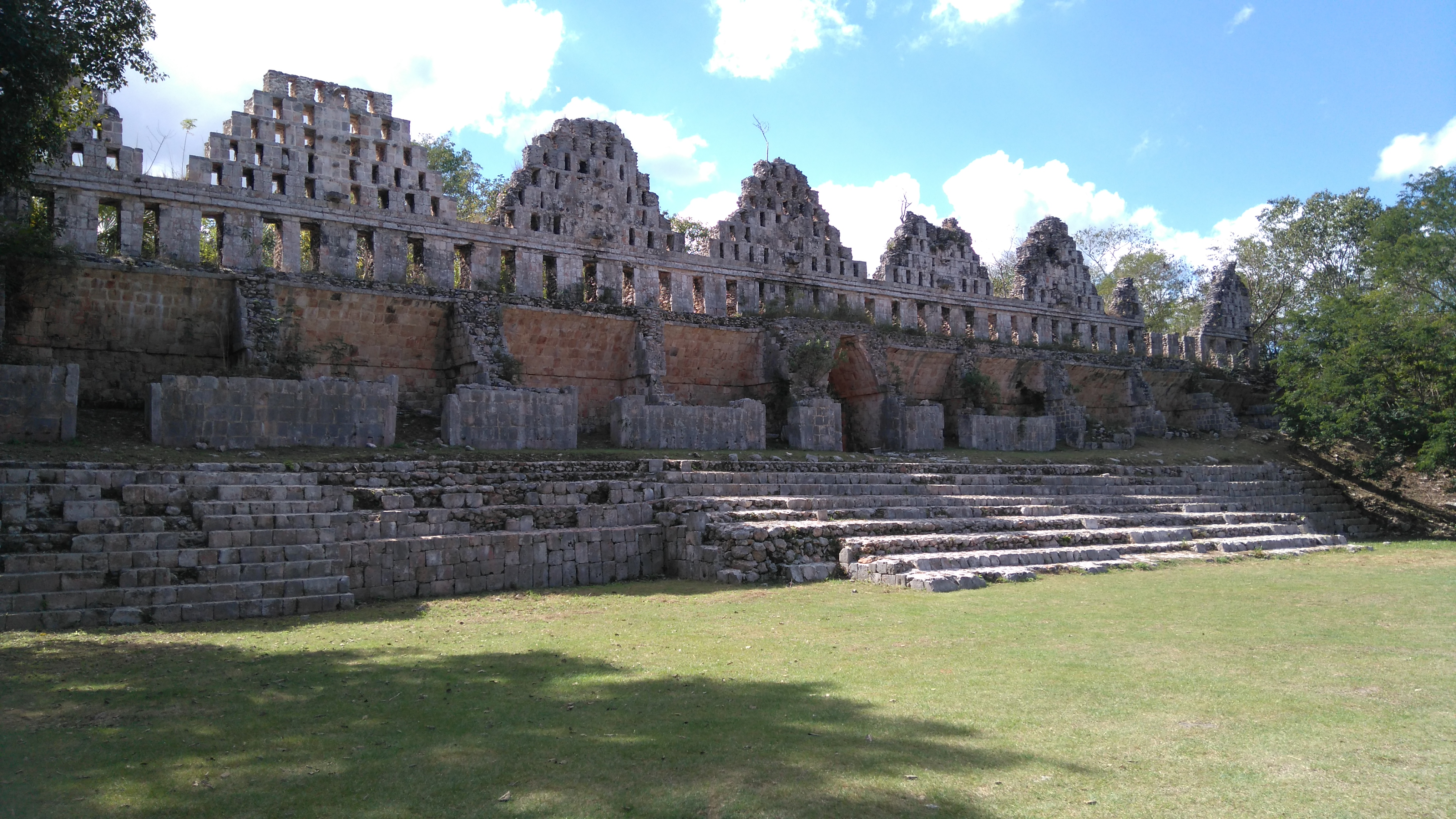
Casa de las Palomas

### Estructura del Chimez
De extrañas características, pudiendo decir que únicas en la zona, se encuentra en mal estado. Tenía dos niveles, del segundo hay algunos restos en la parte norte. La decoración de la fachada está basada en figuras geométricas que recuerdan a un ciprés de donde le viene el nombre ya que en maya ciprés se dice chimez.

### El Arco y el sacbé
Del arco de entrada a la ciudad y donde daba comienzo el sacbá que se dirige a Nohpat y a Kabáh solo queda su base. Por las dimisiones de la misma se estima que la altura de la construcción sería de unos 6m con una anchura de 3 m .

### Píramide de la Vieja
Se sitúa en cercana a la esquina sudoeste del Palacio del Gobernado. En muy mal estado todavía se aprecian restos del templo que tuvo en su parte superior y otra edificación en su base. Recibe el nombre de la leyenda que le contaron a Stephens sobre un enano que nació de un huevo.

### Cuadrángulo del Cementerio
La ornamentación a base de calaveras y huesos hizo que recibiera el nombre de Cementerio. El conjunto está compuesto por cuatro edificios que cierran un patio. El edificio del lado norte es una pirámide que aún tiene restos de un templete en su cima. El edificio del lado oeste, restaurado, extiende una fachada lisa con una cornisa compuesta por dos bandas horizontales y está rematado por una crestería de 10 orificios.

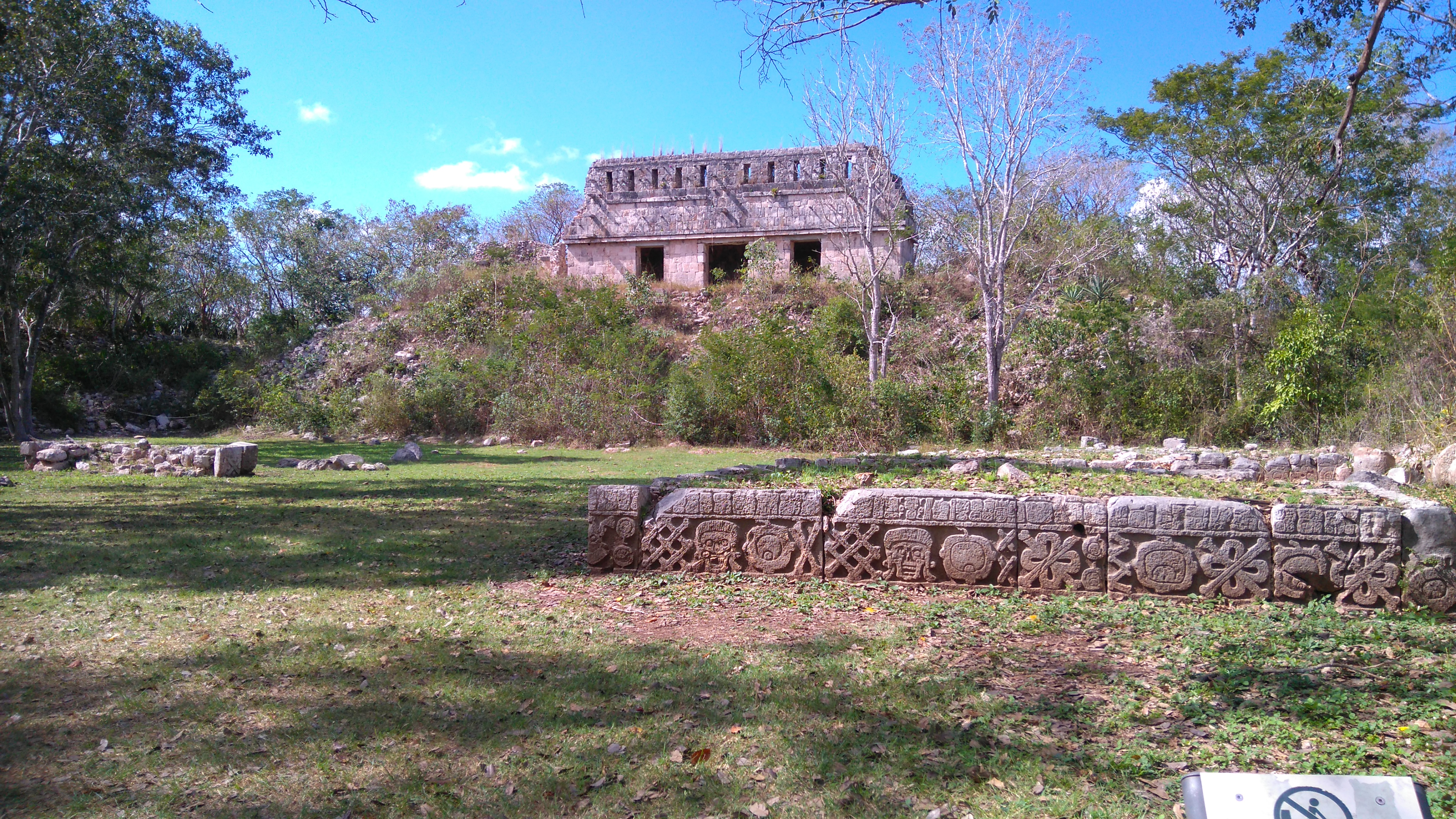
Cuadrángulo del Cementerio

### Estructura de los Falos
Cerca de la Pirámide de la Vieja, a 500 m al sudoeste, se halla este conjunto muy deteriorado que tienen unas fachadas lisas con una cornisa con estructuras en forma de falos que colocadas en el techo debían de tener la función de desaguar las aguas de lluvia.

### Grupo de las Columnas
Son dos templos pequeños que tenían ornamentación a base de columnas cuyos restos le han dado nombre al conjunto. Se ubican al noreste del Cuadrángulo del Cementerio. Están en muy mal estado de conservación.

### Plataforma de las Estela
Se sitúa al norte del Grupo de las Columnas, hay 15 estelas que cuentan con bajorrelieves de figuras humanas ataviados al uso. Estos bajorrelieves, que forman jeroglíficos están muy deteriorados y las estelas se encuentran caídas.

### Estructura Noroeste y Norte
Estos grupos de edificios están todavía sin estudiar ni restaurar. Se aprecia, en el Grupo del Noroeste, una pirámide y un patio en forma de cuadrángulo rodeado de edificaciones.
En el Grupo del Norte hay una pirámide alta y los restos de un arco.

## Rasgos característicos
- Hay una leyenda que dice que el edificio principal en Uxmal, llamado la Pirámide del Adivino, fue construido en una sola noche por un enano que nació de un huevo.
- Hay un sacbé que va desde la plataforma de los Jaguares en la explanada principal del Palacio del Gobernador hasta la ciudad de Kabáh.
- La Pirámide del Adivino fue construida por varios gobernadores a lo largo de 400 años, por lo que ahora se ve la capa exterior de 4 subestructuras.
- La fachada de mosaico en el Palacio del Gobernador es una de las más largas de Mesoamérica precolombina, con más de 100 máscaras de piedra del dios de la lluvia Chaac[7]

## Galería de imágenes

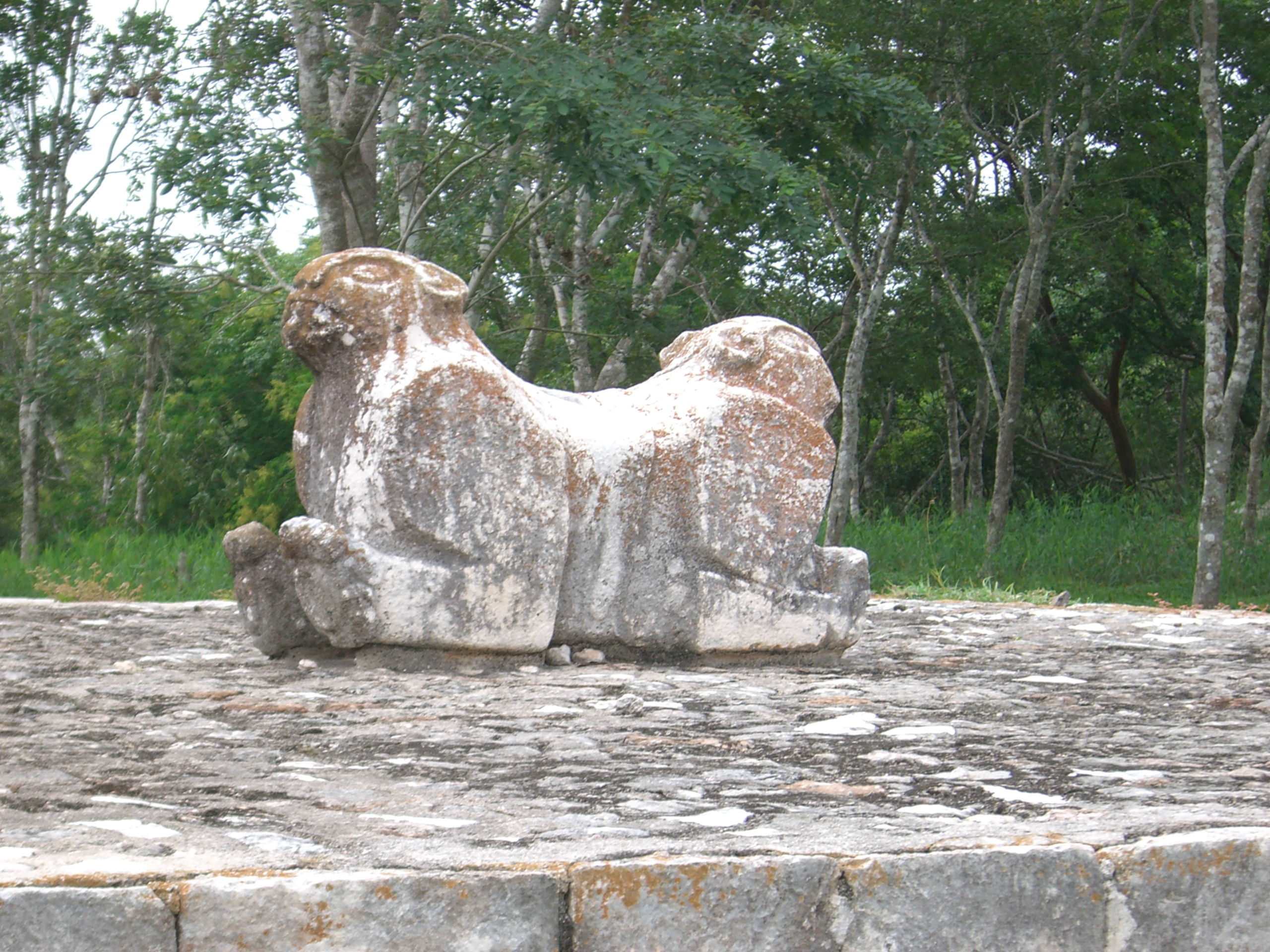
Plataforma de los Jaguares frente al Palacio del Gobernador.
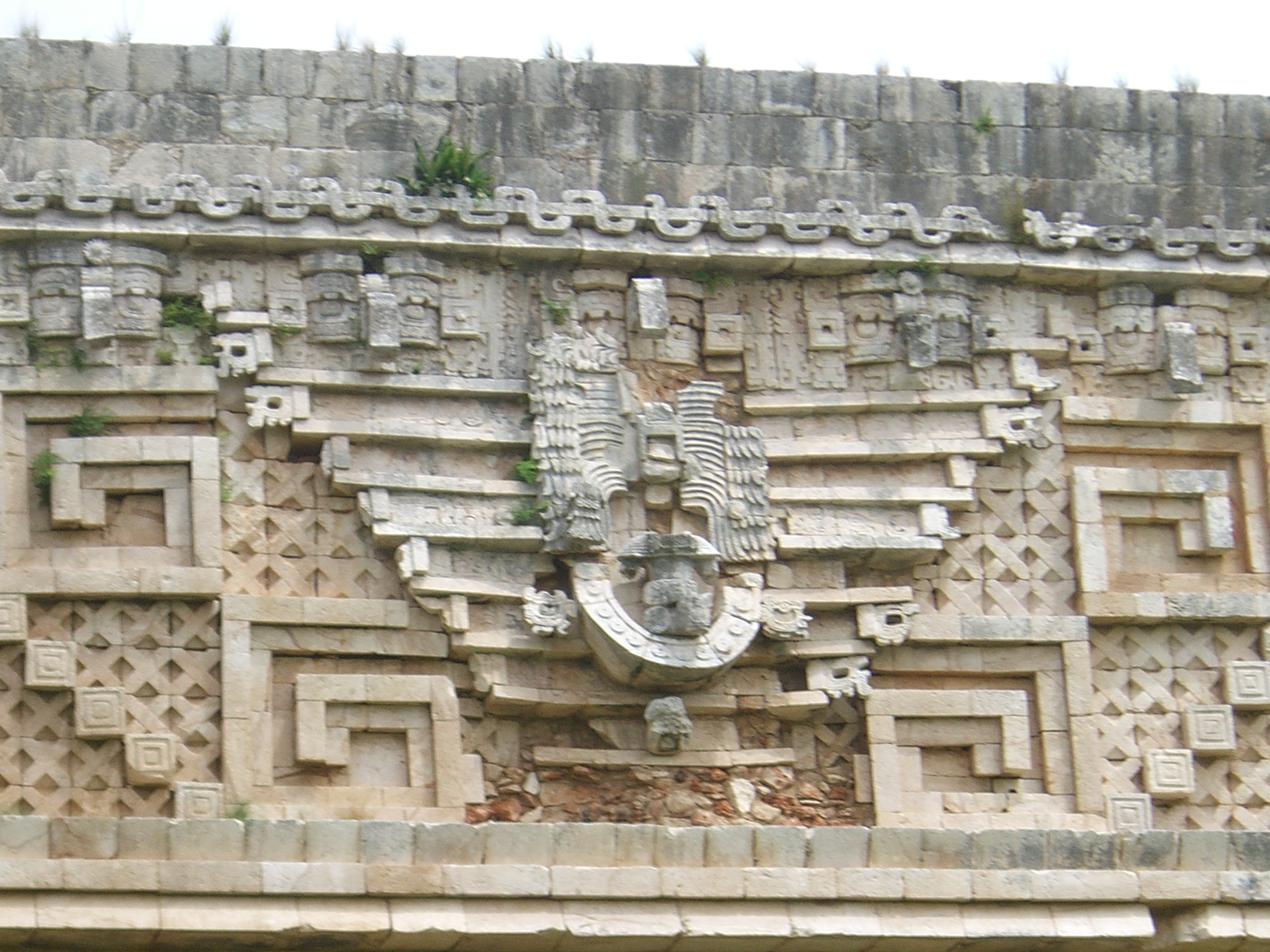
Detalle del Palacio del Gobernador.
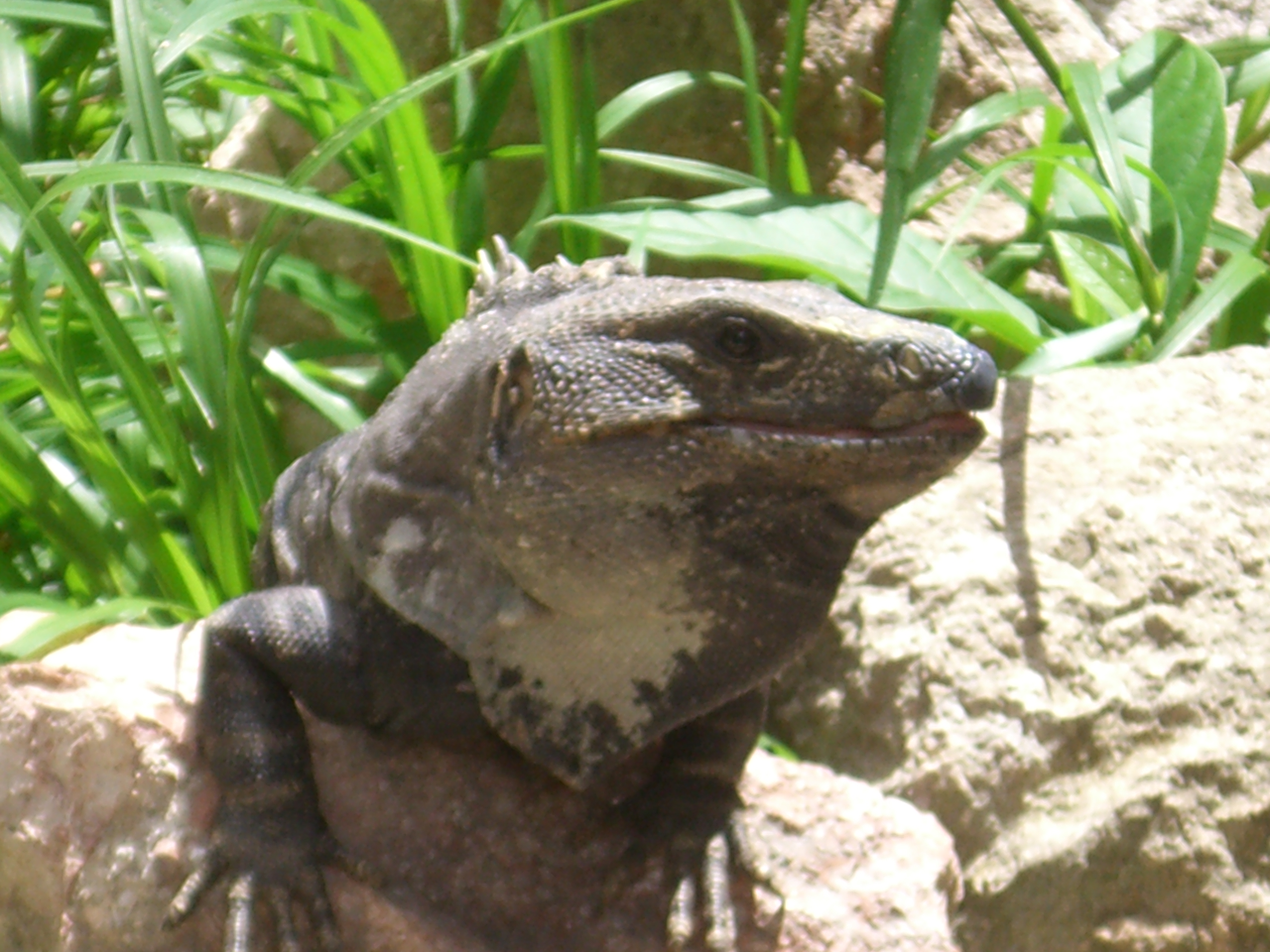
Ejemplar de iguana en Uxmal.
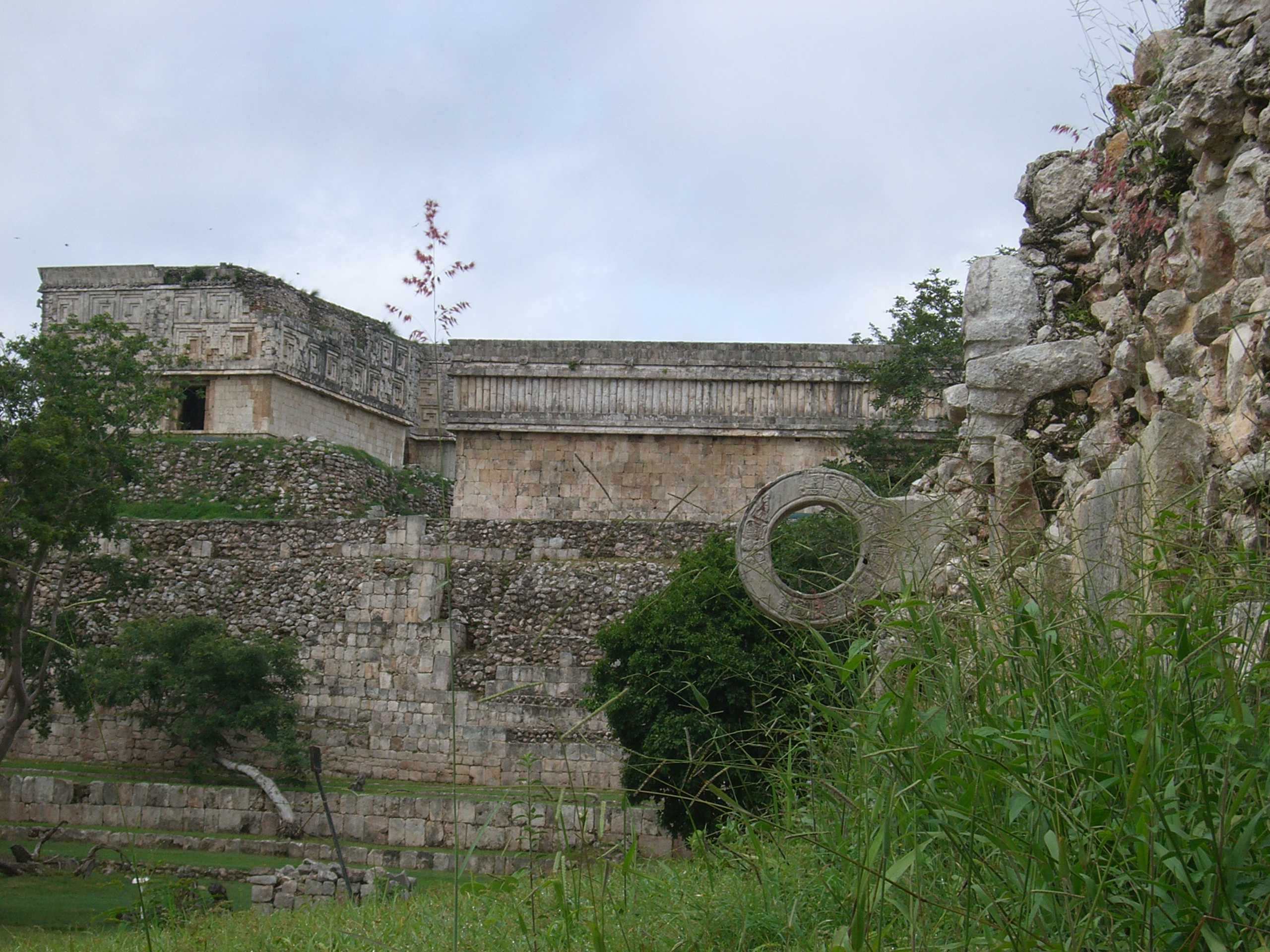
Juego de pelota.
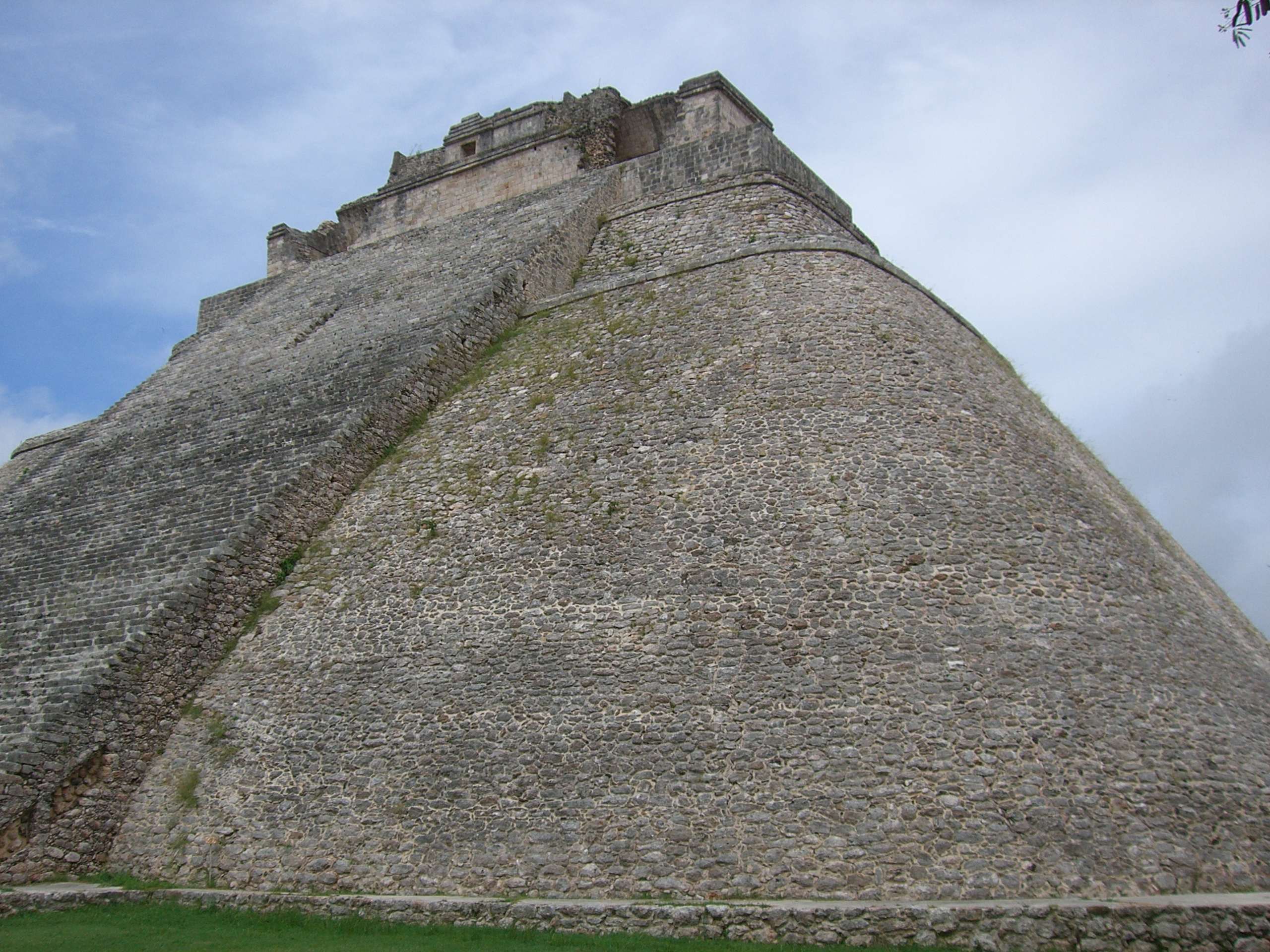
Pirámide del Adivino.